# Lygosoma corpulentum
Espèce
Synonymes
- Riopa corpulenta (Smith, 1921)

Lygosoma corpulentum est une espèce de sauriens de la famille des Scincidae.

## Répartition
Cette espèce se rencontre :
- dans le sud du Viêt Nam dans les provinces de Khánh Hòa, de Lâm Đồng et de Đồng Nai ;
- dans le sud du Laos.

## Publication originale
- Smith, 1921 : New or Little-known Reptiles and Batrachians from Southern Annam (Indo-China). Proceedings of the Zoological Society of London, vol. 1921, p. 423-440 (texte intégral).